# ملعب أوتسيلول
ملعب أوتسيلول هو ملعب كرة قدم يقع بمدينة غالاتس في رومانيا، و هو الملعب الرسمي لنادي نادي أوتسيلول غالاتسي.

## معرض صور

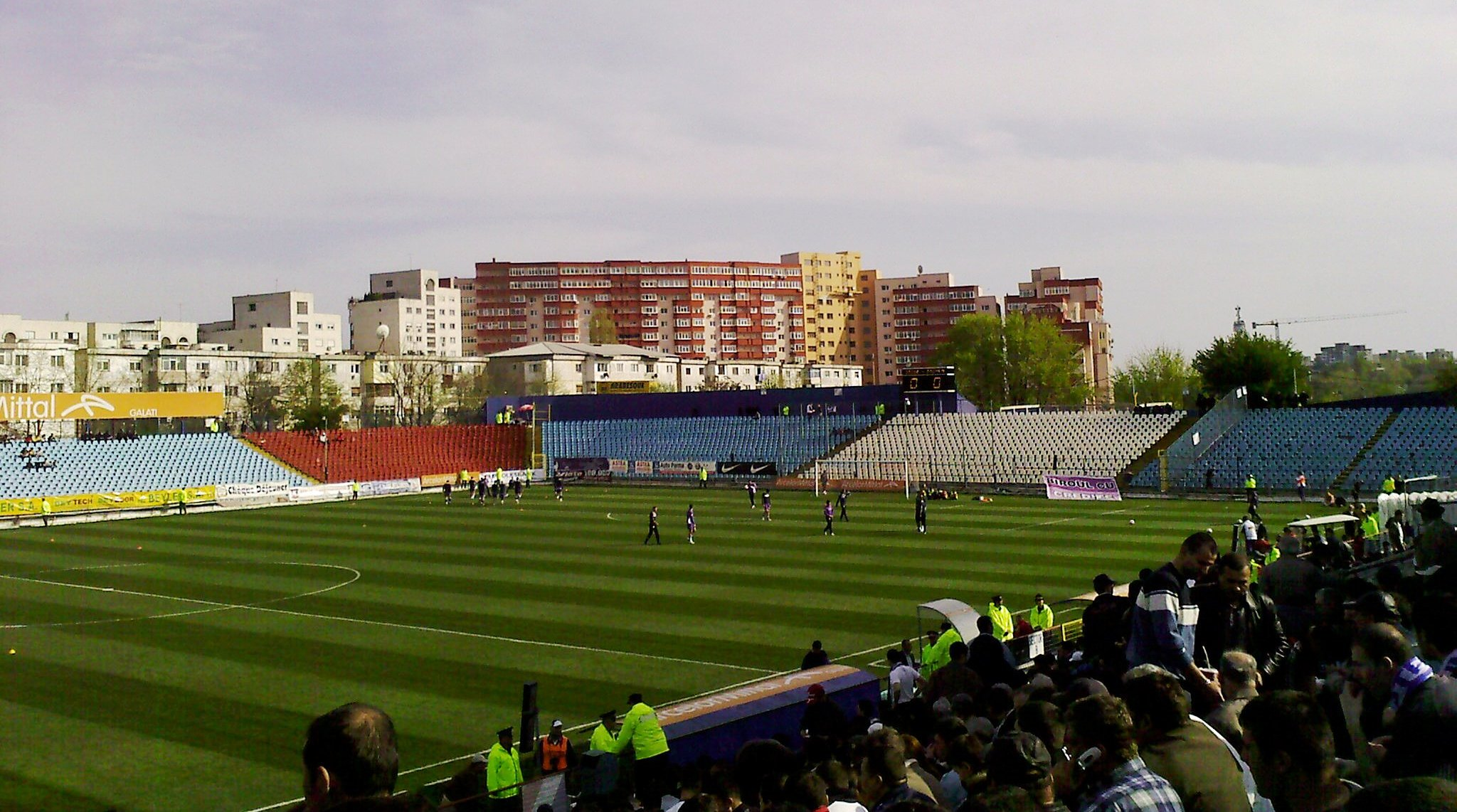
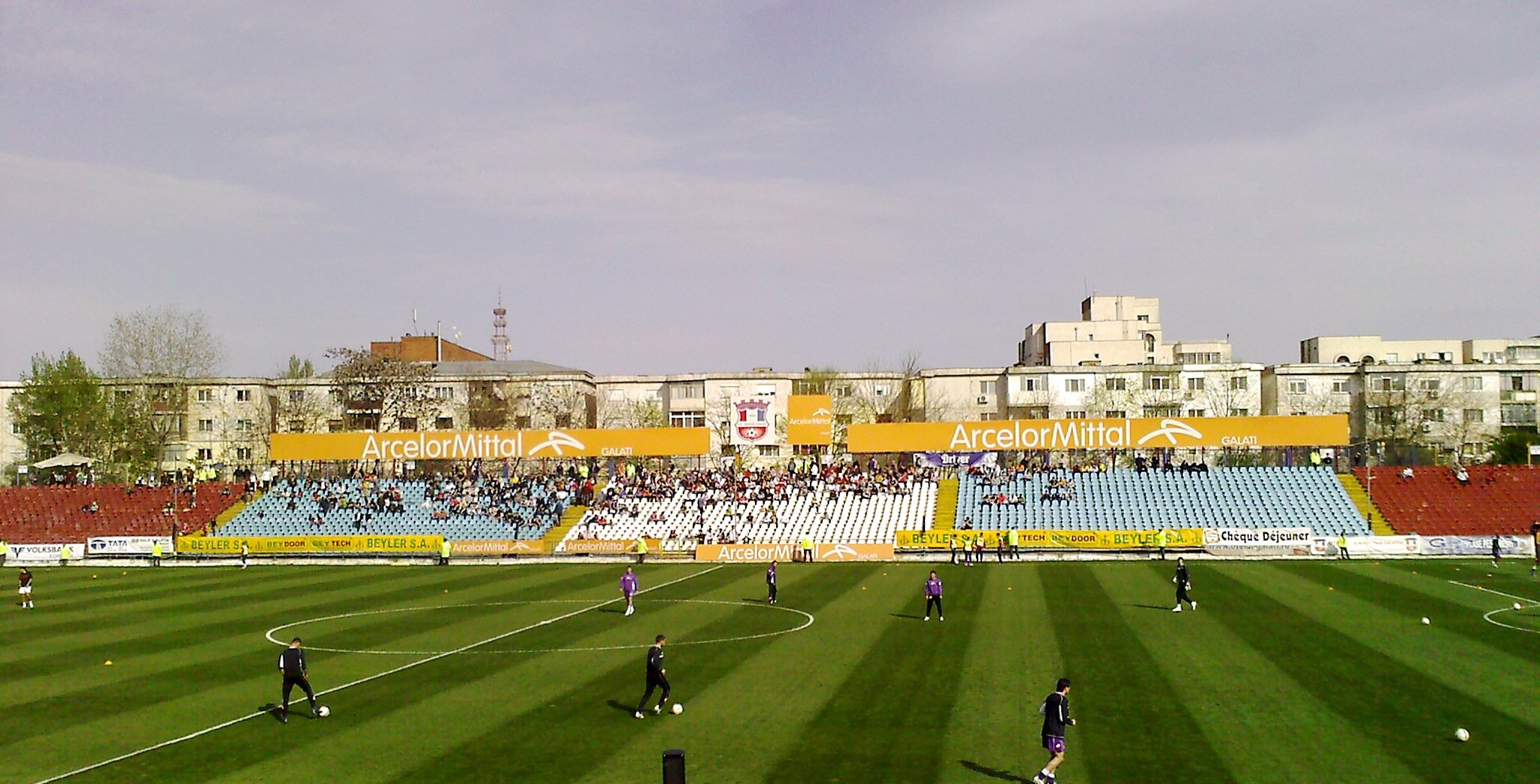
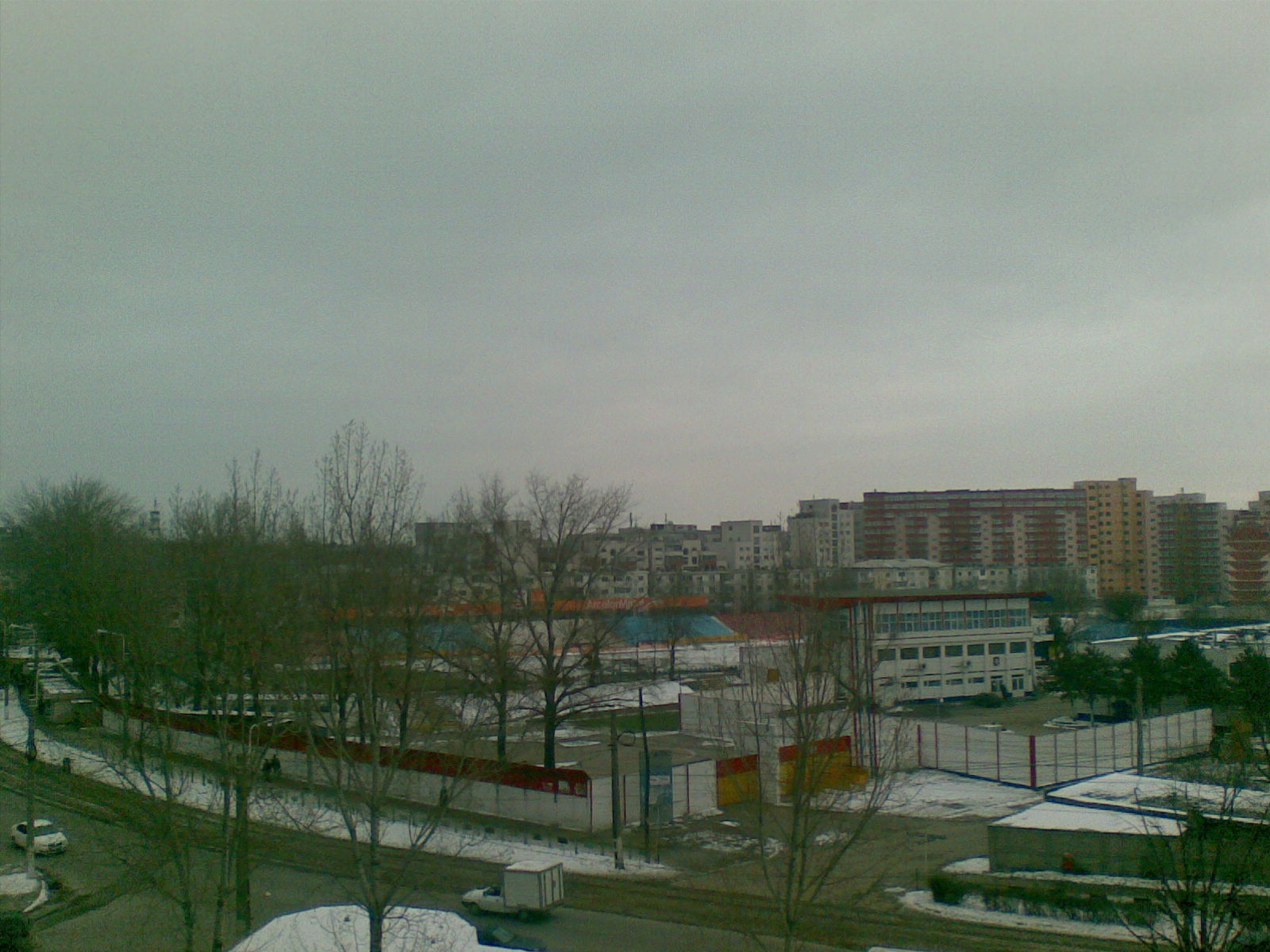

## روابط خارجية
- الموقع الرسمي (بالرومانية)